# هری کرافورد (بازیکن فوتبال)
هری کرافورد (انگلیسی: Harry Crawford؛ زادهٔ ۱۰ دسامبر ۱۹۹۱) بازیکن فوتبال اهل بریتانیا است.
از باشگاه‌هایی که در آن بازی کرده‌است می‌توان به باشگاه فوتبال دارتفورد، باشگاه فوتبال بورم‌وود، باشگاه فوتبال ساوتند یونایتد، باشگاه فوتبال سنت آلبنز سیتی، باشگاه فوتبال بارنت، و باشگاه فوتبال دوور اتلتیک اشاره کرد.
وی همچنین در تیم ملی فوتبال Republic of Ireland U19 بازی کرده‌است.